# پایگاه ملی داده‌های علوم زمین کشور
پایگاه ملی داده‌های علوم زمین کشور (NGDIR) یک سازمان دولتی ایرانی است که در زمینه زمین‌شناسی ایران فعالیت می‌کند.

## تاریخچه
هسته اولیه پایگاه ملی داده‌های علوم زمین کشور است که در سال ۱۳۷۸ در سازمان زمین‌شناسی و اکتشافات معدنی کشور بنا شد و عمده فعالیت‌های آن تا سال ۱۳۷۹ محدود به جمع‌آوری اطلاعات معدنی موجود در کتابخانه سازمان و ایجاد اولین بانک اطلاعات معدنی و جمع‌آوری و یکسان‌سازی اطلاعات نقشه‌ای موجود در سازمان زمین‌شناسی و اکتشافات معدنی کشور بوده‌است.
در همین سال ایجاد پایگاه در وظایف وزارت صنایع و معادن در بخش معدن قرار گرفت. از آن زمان به بعد، پایگاه توسعه موضوعی بانک‌های اطلاعاتی خود را در بخش‌های زمین‌شناسی، جغرافیا، معدن، مخاطرات و… در دستور کار خود قرار داد. در مقابل با زیاد شدن حجم اطلاعات تنها راه برای ارائه مناسب اطلاعات ایجاد یک وب سایت کاملاً پویا بود که در نتیجه طراحی سایت پایگاه طوری صورت پذیرفت تا ورود، ویرایش و حتی مدیریت اطلاعات در سایت بدون قید زمان و مکان در بستر اینترنت امکان‌پذیر باشد.

## زیرمجموعه‌ها
هم‌اکنون پایگاه مشتمل بر بانک‌های اطلاعاتی زیر است:
- اطلس زمین‌شناسی راه‌ها
- بانک اطلاعات آزمایشگاه‌ها
- بانک اطلاعات جغرافیا
- بانک اطلاعات زمین‌شناسی پزشکی
- بانک اطلاعات زمین لغزش
- بانک اطلاعات ژئوشیمی
- بانک اطلاعات ژئوفیزیک هوایی
- بانک اطلاعات سنجش از دور
- بانک اطلاعات طلا
- بانک اطلاعات فرآوری موادمعدنی
- بانک اطلاعات کانی‌ها
- بانک اطلاعات مس
- بانک اطلاعات معادن متروکه
- بانک اطلاعات مواد معدنی ایران
- بانک اطلاعات نانو بیو زمین
- بانک اطلاعات نفت و گاز
- بانک اطلاعات GIS
- بانک اطلاعات زمین‌شناسی دریایی
- بانک اطلاعات زمین‌لرزه
- بانک اطلاعات ژئوتکنیک
- بانک اطلاعات ژئوفیزیک زمینی
- بانک اطلاعات فهرستگان
- بانک اطلاعات محدوده اکتشافی
- بانک اطلاعات محیط زیست معادن
- بانک اطلاعات معادن ایران
- بانک اطلاعات واحدهای صنعتی